# Våldtäktskultur
Våldtäktskultur innebär inom feminismen en sammankoppling mellan sexuellt våld och kulturen i ett samhälle. Begreppet utgår från tanken på ett samhälle med en rädsla för att bli utsatt för sexuella trakasserier och våldtäkter av män. Det innebär även att våld mot kvinnor normaliseras och överses med i media och av personer i samhället.
Begreppet används dessutom för att modellera beteende i sociala grupper där våldtäkter är särskilt vanliga. Detta inkluderar fängelsevåldtäkter och konfliktområden där våldtäkt i krig används som psykologisk krigföring, som under krigen på Balkan på 1990-talet.
Enligt förespråkarna är våldtäktskulturen en del av könsmaktsordningen, där både macho-ideal och pornografi är viktiga bidragsgivare. Våldtäktskulturens giltighet och omfattning är omdiskuterad.

## Feministisk syn och kritiken mot den
Våldtäktskultur är, inom den feministiska ideologin, teorin om att en kvinna inte lever upp till det rådande samhällets krav på hur hon ska reagera, skydda sig och själv förebygga övergrepp. Inom våldtäktskulturen är det hon själv som skuldbeläggs av samhället (och även ibland av sig själv). Denna kultur tros vara uppbyggd på den rådande synen av vad som anses vara manligt respektive kvinnligt. För att analysera vad som anses vara "bra" och "dåligt" kvinnligt beteende hänvisas till "hora-madonna-komplexet". Män formas i patriarkatet av macho-idealet, och enligt teorin är 2000-talets omfattande konsumtion av pornografi en del av problemet.
Våldtäktskulturen upprätthålls genom en användning av könsfientligt och kränkande språk samt genom skuld och skam (se nedan). Där ses en kvinnofientlig kultur och sexualiseringen av kvinnokroppen inom olika medier som en viktig komponent.
Feminismens definition av våldtäktskulturen och dess orsaker är dock inte okontroversiell. Begreppet används ofta inom radikalfeminismen, där man bland annat ser pornografi och sexualisering som del av samhällets – enligt rörelsen – allt större acceptans för våldtäktsmyter. Detta antas vara del av upprätthållandet av könsmaktsordningen och mäns privilegier. Dessa orsakssamband är dock svåra att belägga, och inom forskningen och andra delar av feminismen finns belägg och åsikter för hur sexualiserade bilder i media påverkar beteenden på ett mer individuellt plan. Vissa ser dock pornografin i sig som kulturellt våld.

## Våldtäktskulturens komponenter
Det spekuleras kring underliggande och grundläggande delar som tillsammans tros ge upphov till en påstådd våldtäktskultur. Några av dessa delar är:[källa behövs]
- Skuldbeläggning av offer (engelska: Victimblaming) – att man beskyller offret eller fokuserar på annat än gärningsmannens handling. ”Hon drack sig för full”, ”hon var alldeles för lättklädd”, ”det var nästan som att hon bad om det” är exempel på uttryck.[1]

- Slut-shaming/slut-bashing/sex-shaming – att beskylla eller attackera en person för att vara sexuell, ha en eller flera sexpartners och/eller erkänna sina sexuella känslor. Med detta begrepp menar man även att ”slampor inte kan våldtas”.

- Överseende med sexuella övergrepp – att trivialisera övergreppen med att förlöjliga händelseförloppet.

- En väldigt inskränkt könsroll – mycket begränsade ramar för kvinnor och män att hålla sig inom, utan att få sin könstillhörighet ifrågasatt.

- En överdriven bild av de siffror som rör falska våldtäktsanmälningar. Man nämner ofta att ”alla vet att det finns personer som anmäler oskyldiga personer för våldtäkt, enbart för att de ångrat sig dagen efter”.

- Glorifiering av sexuell aggression hos människor – att folk vinner på att framstå som personer utan förmågan att visa sig svag. Inom våldtäktskulturen finns en stor rädsla hos män att förflyttas från rollen som "förövare" till rollen som "offer", eller att anses att inte passa in i sin roll. En man som blir våldtagen kan därför bli dubbelt bestraffad, då folk inte har en bild av att "förövaren" kan bli utsatt på samma sätt som samhället ser att "offret" har möjlighet till.